# 石头河子镇 (尚志市)
石头河子镇是中国黑龙江省哈尔滨市尚志市下辖的一个镇，位于尚志市东南部，滨绥铁路、301国道过境。